# Tête colossale 10 de San Lorenzo
La tête colossale 10 (ou monument 89) est une tête colossale olmèque, découverte sur le site de San Lorenzo au Mexique en 1994.

## Caractéristiques
La tête colossale 10 est une sculpture de basalte, mesurant 1,80 m de hauteur pour 1,43 m de largeur et 0,92 m de profondeur ; elle pèse 8 t.
La sculpture représente le visage d'un homme d'âge mur, en ronde-bosse. Sa bouche, finement gravée, est fermée et il possède des rides sous les yeux, ainsi qu'un menton prononcé. Comme les autres têtes colossales, la figure est surmontée d'une coiffe.

## Historique
La fabrication d'aucune tête colossale n'a pu être datée avec précision. Toutefois, comme l'enterrement des têtes du site de San Lorenzo a pu être daté d'au moins 900 av. J.-C., cela démontre que leur fabrication et leur utilisation sont antérieures. On estime qu'elles dateraient de l'époque préclassique de la Mésoamérique, probablement du début de cette époque (1500 à 1000 av. J.-C.).
Les dix têtes colossales de San Lorenzo forment à l'origine deux lignes grossièrement parallèles du nord au sud du site,. Bien que certaines aient été retrouvées dans des ravines, elles étaient proches de leur emplacement d'origine et ont été ensevelies par l'érosion locale. Les têtes, ainsi qu'un certain nombre de trônes monumentaux en pierre, formaient probablement une route processionnelle à travers le site, mettant en évidence son histoire dynastique.
La tête colossale 10 est découverte par inspection magnétométrique en 1994 par une équipe mexicaine dirigée par l'archéologue américaine Ann Cyphers, la dernière des dix-sept têtes colossales connues. Les têtes étant numérotées de façon séquentielle en fonction de leur découverte, la tête colossale 10 est la dixième à avoir été trouvée sur le site de San Lorenzo. La sculpture n'est plus sur le site : elle est exposée au musée communautaire de San Lorenzo Tenochtitlán près de Texistepec.